# Danielle Panabaker
Danielle Nicole Panabaker (ur. 19 września 1987 w Auguście) – amerykańska aktorka, która wystąpiła m.in. w serialach Flash i Justified: Bez przebaczenia oraz filmach Mr. Brooks i Sky High.

## Życiorys
Danielle Panabaker urodziła się 19 września 1987 roku w Georgii. Jest amerykańską aktorką filmową i telewizyjną, jej siostra Kay Panabaker również jest aktorką. Przygoda z aktorstwem zaczęła się, kiedy Danielle dołączyła do grupy teatralnej na letnim obozie. W szkole uczęszczała do różnych kółek teatralnych i brała udział w prestiżowych konkursach recytatorskich. Skończyła szkołę średnią niebywale szybko – już w wieku czternastu lat. Dostała się na Uniwersytet Kalifornijski w Los Angeles.
W Stanach Zjednoczonych znana jest z ról telewizyjnych w serialach produkcji stacji CBS, NBC i HBO. Występowała w produkcjach Disney Channel. Zagrała z Kevinem Costnerem w filmie Mr. Brooks, Haleyem Joelem Osmentem w Home of The Giants, a także w produkcji Disney Channel Sky High oraz w komedii rodzinnej Moje, Twoje i Nasze (Yours, Mine & Ours). Występowała również w epizodach CSI: Kryminalne zagadki Las Vegas (CSI: Las Vegas), Zwariowany świat Malcolma (Malcolm in the Middle). W latach 2006–2008 występowała w serialu Shark w roli Julie Stark. W lutym 2009 roku na ekrany kin wszedł horror Piątek, trzynastego (Friday the 13th), w którym Panabaker, Amanda Righetti i Jared Padalecki odgrywają główne role. Panabaker otrzymała także rolę Kimber w filmie Renaissance Girl, w którym występuje u boku Jennifer Tilly.

## Filmografia

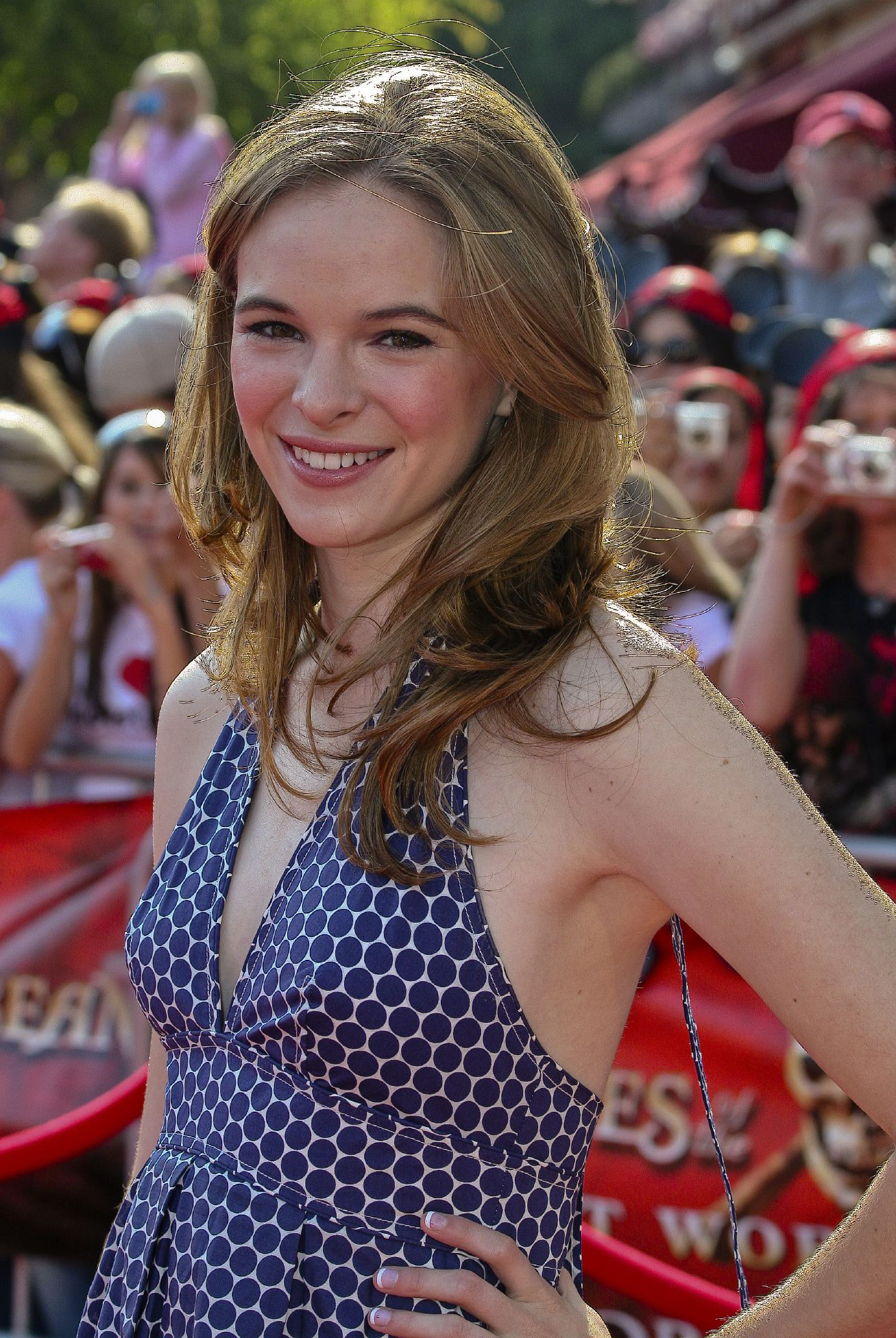
Panabaker w 2007 na premierze Piraci z Karaibów: Na krańcu świata

### Filmy
| Rok  | Tytuł               | Rola                       | Uwagi            |
| ---- | ------------------- | -------------------------- | ---------------- |
| 2005 | Sky High            | Layla Williams             |                  |
| 2005 | Rule Number One     | Grace Jones                | krótkometrażówka |
| 2005 | Twoje, moje i nasze | Phoebe North               |                  |
| 2007 | Mr. Brooks          | Jane Brooks                |                  |
| 2007 | Ostatni mecz        | Bridgette „Bridge” Bachman |                  |
| 2009 | Piatek, trzynastego | Jenna                      |                  |
| 2010 | Opętani             | Becca                      |                  |
| 2010 | Oddział             | Sarah                      |                  |
| 2012 | Girls Against Boys  | Shae                       |                  |
| 2012 | Piranha 3DD         | Maddy                      |                  |
| 2014 | Time Lapse          | Callie                     |                  |
| 2015 | This Isn't Funny    | Stacey                     |                  |

### Telewizja
| Rok        | Tytuł                       | Rola                      | Uwagi            |
| ---------- | --------------------------- | ------------------------- | ---------------- |
| 2003       | Sex and the Single Mom      | Sara Gradwell             | film telewizyjny |
| 2004       | Stuck in the Suburbs        | Brittany Aarons           | film telewizyjny |
| 2004       | Searching for David's Heart | Darcy Deeton              | film telewizyjny |
| 2005       | Mom at Sixteen              | Jacey Jeffries            | film telewizyjny |
| 2005       | Empire Falls                | Christina „Tick” Roby     | główna rola      |
| 2005       | Summerland                  | Faith                     | 2 odcinki        |
| 2006       | Read It and Weep            | Isabella                  | film telewizyjny |
| 2006–2008  | Shark                       | Julie Stark               | główna rola      |
| 2009       | Chirurdzy                   | Kelsey Simmons            | 1 odcinek        |
| 2011       | The Shunning                | Katie Lapp                | film telewizyjny |
| 2012       | Intercept                   | Kat                       | film telewizyjny |
| 2011–2013  | Nie ma lekko                | Juliette Pittman          | 5 odcinków       |
| 2012       | Grimm                       | Ariel Eberhart            | 1 odcinek        |
| 2012–2013  | Kości                       | Olivia Sparling           | 2 odcinki        |
| 2012, 2014 | Franklin & Bash             | Bonnie Appel              | 2 odcinki        |
| 2013       | Mad Men                     | Daisy McCluskey           | 1 odcinek        |
| 2013       | Nearlyweds                  | Erin                      | film telewizyjny |
| 2014       | Recipe for Love             | Lauren Hennessey          | film telewizyjny |
| 2014       | Justified: Bez przebaczenia | Penny Cole                | 6 odcinków       |
| 2014–2018  | Arrow                       | Caitlin Snow/Killer Frost | 5 odcinków       |
| 2014-2023  | Flash                       | Caitlin Snow/Killer Frost | główna rola      |
| 2016-2020  | Legends of Tomorrow         | Caitlin Snow/Killer Frost | 3 odcinki        |
| 2017-2018  | Supergirl                   | Caitlin Snow/Killer Frost | 2 odcinki        |

## Nagrody i wyróżnienia
- 2004:
  - Young Artist Award w kategorii najlepszy występ w serialu telewizyjnym – aktorka gościnna
- 2005:
  - Young Artist Award w kategorii najlepszy występ w filmie telewizyjnym